# Народне скупштине Србије

## Историјат 1804–1918

### Народне скупштине Првог и Другог српског устанка (1804–1815)[1]
| Народне скупштине                                   | Период                      |
| --------------------------------------------------- | --------------------------- |
| Устаничка скупштина у Орашцу                        | 2. фебруар 1804.            |
| Скупштина у Остружници                              | 24. април – 3. мај 1804.    |
| Скупштина у Пећанима                                | 17. април 1805.             |
| Скупштина у Борку                                   | 15. август 1805.            |
| Скупштина у Смедереву                               | 25 – 30. новембар 1805.     |
| Скупштина у Смедереву                               | 1 – 5. новембар 1806.       |
| Скупштина у Београду                                | 25. фебруар – 6. март 1807. |
| Главна народна скупштина у Београду                 | 14 – 15. децембар 1808.     |
| „Чрезвичајна“ скупштина у Хасанпашиној Паланци      | 2 – 8. октобар 1809.        |
| Скупштина у Београду                                | 1 – 2. јануар 1810.         |
| Скупштина у Београду                                | 1 – 12. јануар 1811.        |
| Скупштина у Тополи                                  | 17. јул 1812.               |
| Великогоспојинска скупштина у манастиру Враћевшници | 15 – 16. август 1812.       |
| Скупштина у Крагујевцу                              | 1 – 2. јануар 1813.         |
| Сабор у Такову                                      | 11. април 1815.             |

### Народне скупштине за време прве владавине Милоша и Михаила Обреновића (1815–1842)[2][3]
| Народне скупштине                     | Период                           |
| ------------------------------------- | -------------------------------- |
| Скупштина у Црнућу                    | 19. децембар 1815.               |
| Ђурђевска скупштина у Београду        | 11. мај 1816.                    |
| Велика скупштина у Београду           | 6. новембар 1817.                |
| Ђурђевска скупштина у Крагујевцу      | 1824.                            |
| Митровска скупштина у Крагујевцу      | 21. новембар 1824.               |
| Ђурђевска скупштина у Крагујевцу      | 5. мај 1825.                     |
| Ванредна скупштина у Крагујевцу       | 27. мај 1825.                    |
| Ђурђевска скупштина у Крагујевцу      | 10. мај 1826.                    |
| Велика народна скупштина у Крагујевцу | 14 – 18. јануар 1827.            |
| Тајна скупштина у Крагујевцу          | 16 – 20. децембар 1827.          |
| Ђурђевска скупштина у Крагујевцу      | 14. мај 1828.                    |
| Митровска скупштина у Крагујевцу      | 8. новембар 1828.                |
| Скупштина у Крагујевцу                | 1. фебруар 1829.                 |
| Ђурђевска скупштина у Крагујевцу      | 10. мај 1829.                    |
| Велика народна скупштина у Крагујевцу | 24 – 28. јануар 1830.            |
| Велика народна скупштина у Београду   | 30. новембар – 1. децембар 1830. |
| Скупштина у Крагујевцу                | 26 – 28. август 1831.            |
| Скупштина у Крагујевцу                | 23 – 25. јануар 1833.            |
| Велика народна скупштина у Крагујевцу | 1 – 5. фебруар 1834.             |
| Спасовска скупштина у Крагујевцу      | мај 1834.                        |
| Сретењска велика народна скупштина    | 2. фебруар 1835.                 |
| Петровска скупштина у Крагујевцу      | 1. јун 1835.                     |
| Духовска скупштина у Крагујевцу       | јун 1836.                        |
| Спасовска скупштина у Крагујевцу      | 28. мај 1837.                    |
| Скупштина у Београду                  | 13. фебруар 1839.                |
| Скупштина у Београду                  | 12. јун 1839.                    |
| Скупштина у Београду                  | 5. март 1840.                    |
| Скупштина у Београду                  | 20 – 28. јул 1840.               |
| Скупштина у Топчидеру                 | 10 – 11. август 1840.            |

### Народне скупштине под уставобранитељима (1842–1858)[4]
| Народне скупштине                | Период             |
| -------------------------------- | ------------------ |
| Скупштина у Београду             | 2. септембар 1842. |
| Митровска скупштина у Београду   | 26. октобар 1842.  |
| Скупштина у Топчидеру            | 4. јун 1843.       |
| Скупштина у Крагујевцу           | 28. јул 1843.      |
| Петровска скупштина у Крагујевцу | 29. јун 1848.      |

### Од Светоандрејске скупштине до Намесничког устава (1858–1869)[5]
| Изб- -ори | Народне скупштине                   | Период                               | Председник                                          | Потпредседници                                    | Секретари                                      |
| --------- | ----------------------------------- | ------------------------------------ | --------------------------------------------------- | ------------------------------------------------- | ---------------------------------------------- |
| 1858.     | Светоандрејска у Београду           | 30. новембар 1858 – 31. јануар 1859. | Миша Анастасијевић                                  | Стефан-Стевча Михајловић                          | Јеврем Грујић и Јован Илић                     |
| 1859.     | Малогоспојинска у Крагујевцу        | 8 – 24. септембар 1859.              | Живко Карабиберовић                                 | Тодор Туцаковић                                   | Јеврем Грујић, Панта Јовановић и Јаков Жабарац |
| 1861.     | Преображенска ванредна у Крагујевцу | 6 – 20. август 1861.                 | Тодор Туцаковић; од 10. августа: Мијалко Раденковић | Мијалко Раденковић; од 10. августа: Манојло Јокић | Јован Ристић и Алекса Романовић                |
| 1864.     | Великогоспојинска у Београду        | 16. август – 6. септембар 1864.      | Мијалко Раденковић                                  | Ђорђе Топузовић                                   | Коста Јовановић и Милан Ђ. Милићевић           |
| 1867.     | Михољска у Крагујевцу               | 29. септембар – 13. октобар 1867.    | Живко Карабиберовић                                 | Ранко Јовановић                                   | Милан Ђ. Милићевић и Ђорђе Пантелић            |
| 1868.     | Велика народна у Топчидеру          | 20. јун 1868.                        | Живко Карабиберовић                                 | Тодор Туцаковић                                   | Живко Недић и Димитрије Главинић               |
| 1869.     | Велика уставотворна у Крагујевцу    | 10 – 29. јун 1869.                   | Живко Карабиберовић                                 | Тодор Туцаковић                                   | Коста Грудић и Јован Бошковић                  |

### Од Намесничког устава до Устава из 1888. године (1869–1888)[6]
| Изб- -ори   | Скупштине                 | Период                               | Место                | Председник                                                  | Потпредседници                                                | Секретари |
| ----------- | ------------------------- | ------------------------------------ | -------------------- | ----------------------------------------------------------- | ------------------------------------------------------------- | --- |
| 1870.       | Народна у Крагујевцу      | 14. септембар – 25. октобар 1870.    | Крагујевац           | Живко Карабиберовић                                         | Др Јосиф Панчић                                               | Алимпије Васиљевић, Димитрије Ђ. Јовановић, Јован Бошковић и Милош И. Прокић                                                |
| 1871.       | Редовни сазив             | 5. септембар – 24. октобар 1871      | Крагујевац           | Живко Карабиберовић                                         | Др Јосиф Панчић                                               | Сима Живковић, Димитрије Ђ. Јовановић, Јован Бошковић и Милош И. Прокић                                                     |
| 1871.       | Редовни сазив             | 24. септембар – 25. октобар 1872     | Крагујевац           | Живко Карабиберовић                                         | Димитрије Ђ. Јовановић                                        | Јован Бошковић, Сима Живковић, Милош Прокић и Пантелија Срећковић                                                           |
| 1871.       | Редовни сазив             | 15. новембар – 31. децембар 1873     | Крагујевац           | Живко Карабиберовић                                         | Љубомир Каљевић                                               | Димитрије Јовановић, Јован Бошковић, Сима Живковић, Милан Ђ. Милићевић и Панта Срећковић                                    |
| 1871.       | Ванредни сазив            | 2 – 27. јануар 1874                  | Крагујевац           | Димитрије Јовановић                                         | Др Стеван Милосављевић                                        | Сима Живковић, Пантелија Срећковић, Милан Ђ. Милићевић и Димитрије Радовић                                                  |
| 1874.       | Редовни сазив             | 8. новембар 1874 – 13. март 1875     | Београд              | Ђорђе Топузовић                                             | Јеврем Грујић                                                 | Милан Кујунџић, Урош Кнежевић, Милан Ђ. Милићевић, Адам Богосављевић, Петар Ћелић и Светомир Николајевић                    |
| 1875.       | Редовни сазив             | 15. август 1875 – 21. јануар 1876    | Крагујевац и Београд | Љубомир Каљевић; од 30. септембра 1875: Димитрије Јовановић | Димитрије Јовановић; од 30. септембра 1875: Алекса Здравковић | Илија Стојановић, Адам Богосављевић, Урош Кнежевић и Пантелија Срећковић                                                    |
| 1877.       | Велика народна у Београду | 14 – 16. фебруар 1877.               | Београд              | Ђорђе Топузовић                                             | Тодор Туцаковић                                               | нису познати |
| 1875.       | Редовни сазив             | 19. јун – 24. јул 1877.              | Крагујевац           | Димитрије Јовановић                                         | Александар Николајевић                                        | Аксентије Ковачевић, Живко Недић, Пантелија Срећковић и Илија Стојановић                                                    |
| 1875.       | Редовни сазив             | 24. јун – 15. јул 1878               | Крагујевац           | Димитрије Матић                                             | Вуја Васић                                                    | Илија Стојановић, Алекса Стевановић, Димитрије Стојковић и Панта Савић                                                      |
| 1878.       | Редовни сазив             | 21. новембар 1878 – 20. јануар 1879. | Ниш                  | Тодор Туцаковић                                             | Вуја Васић                                                    | Сима Живковић, Аксентије Ковачевић, Пантелија Срећковић, Ђорђе Ж. Ђорђевић и Живко Недић                                    |
| 1878.       | Редовни сазив             | 1. новембар 1879 – 3. фебруар 1880.  | Ниш                  | Тодор Туцаковић                                             | Вуја Васић                                                    | Ђорђе Ж. Ђорђевић, Алекса Поповић, Светозар Карапешић, Марко Петровић, Сима Живковић и Иван Јевтић                          |
| 1878.       | Ванредни сазив            | 11 – 24. мај 1880                    | Крагујевац           | Вуја Васић                                                  | Атанасије Бабовић                                             | Ђорђе Ђорђевић, Илија Стојановић, Аксентије Ковачевић и Иван Јевтић                                                         |
| 1880.       | Редовни сазив             | 30. децембар 1880 – 22. мај 1881     | Београд              | Алекса Поповић                                              | Милан Кујунџић                                                | Марко Петровић, Милан Жунић, Риста Поповић, Никола Крупежевић, Љубомир Молеровић и Лазар Петровић                           |
| 1880.       | Редовни сазив             | 7. јануар 1882. – 22. јун 1882       | Београд              | Алекса Поповић                                              | Милан Кујунџић                                                | Никола Крупежевић, Мита Ракић, Милан Жуњић, Димитрије Миловановић, Арон Нинчић и Милија Тодоровић                           |
| 1880.       | Редовни сазив             | 25. новембар – 31. децембар 1882     | Београд              | Милан Кујунџић                                              | Милош Л. Глишић                                               | Арон Нинчић, Димитрије Миловановић, Милија Тодоровић, Милан Симић, Јован Босић, Трифун Јеремић и Никола Крупежевић          |
| 1880.       | Ванредни сазив            | 1 – 11. јануар 1883                  | Београд              | Милан Кујунџић                                              | Милош Л. Глишић                                               | Арон Нинчић, Димитрије Миловановић, Милија Тодоровић, Милан Симић, Јован Босић, Трифун Јеремић и Никола Крупежевић          |
| 1883.       | Ванредни сазив            | 15 – 22. септембар 1883              | Београд              | Сима Несторовић                                             | Арса Дреновац                                                 | Алекса Новаковић, Раша Милошевић, Велизар Кундовић и Јанко Пурић                                                            |
| 1884.       | Редовни сазив             | 6. мај – 16. јун 1884                | Ниш                  | Милан Кујунџић                                              | Милош Л. Глишић                                               | Арон Нинчић, Антоније Пантовић, Живојин Симић, Светозар Весовић, Станоје Димић и Милан Жунић                                |
| 1884.       | Редовни сазив             | 3 – 23. април 1885                   | Ниш                  | Ђорђе Павловић                                              | Урош Кнежевић                                                 | Петар Тирић, Илија Мојсиловић, Светозар Весовић, Михаило Михајловић, Мита Поповић и Трифун Јеремић                          |
| 1884.       | Ванредни сазив            | 19 – 23. септембар 1885              | Ниш                  | Милан Кујунџић                                              | Милош Л. Глишић                                               | Аврам Јовановић, Живојин Симић, Љубомир Ковачевић и Новак Милошевић                                                         |
| 1886.       | Ванредни сазив            | 30. јун – 13. јул 1886               | Ниш                  | Ђорђе Павловић                                              | Милан Жунић                                                   | Алекса Фотић, Алекса Поповић, Светозар Весовић, Живојин Симић, Велизар Кундовић и Илија Стошић                              |
| 1886.       | Редовни сазив             | 15 – 25. јул 1886                    | Ниш                  | Ђорђе Павловић                                              | Милан Жунић                                                   | Алекса Фотић, Живојин Симић, Светозар Весовић, Антоније Поповић, Илија Стошић и Данило Јовановић                            |
| 1886.       | Редовни сазив             | 5. октобар – 2. новембар 1886        | Ниш                  | Ђорђе Павловић                                              | Милан Жунић                                                   | Алекса Фотић, Живојин Симић, Светозар Весовић, Антоније Поповић, Илија Стошић и Данило Јовановић                            |
| 1887.       | Редовни сазив             | 15. новембар 1887 – 11. јануар 1888  | Београд              | Тодор Туцаковић                                             | Паја Вуковић                                                  | Кузман Паштровић, Илија Стошић, Милоје Влајић, Милован Маринковић, Живко Седларац и Љуба Новаковић                          |
| 1888. (феб) | Редовни сазив             | 16. март – 16. април 1888            | Београд              | Риста Поповић                                               | Паја Вуковић                                                  | Милован Маринковић, Љуба Новаковић, Пера Ђорђевић, Ђура Милијашевић, Коста Борисављевић, Љуба Јоксимовић и Алекса Радојевић |

### Српска народна скупштина у време Устава од 1888. године (1888–1894)[7]
| Изб- -ори   | Скупштине             | Период                             | Место   | Председник                                           | Потпредседници                                                                             | Секретари |
| ----------- | --------------------- | ---------------------------------- | ------- | ---------------------------------------------------- | ------------------------------------------------------------------------------------------ | --- |
| 1888. (нов) | Велика (Уставотворна) | 11 – 22. децембар 1888             | Београд | Коста Таушановић                                     | Риста Поповић                                                                              | поп Марко Петровић, Аца Станојевић, Илија Стошић, Љуба Јоксимовић, Рајко Стојићевић, поп Коста Јовановић, Душан Валожић и Сава Илић                                |
| 1889.       | Ванредна народна      | 1. октобра 1889 – 18. април 1890   | Београд | Никола Пашић                                         | Димитрије Катић и Павле Вуковић                                                            | Пера Ђорђевић, Ђура Милијашевић, Јанко Пурић, Доброслав Ружић, Лука Лазаревић, Љуба Јоксимовић, Ранко Петровић, Љуба Ћирић, др Коста Динић и поп Таса Вукосављевић |
| 1890.       | Редовни сазив         | 1. новембар 1890 – 31. март 1891   | Београд | Никола Пашић; од 11. фебруара 1891: Димитрије Катић  | Димитрије Катић и Павле Вуковић; од 11. фебруара 1891: Милија Миловановић                  | Доброслав Ружић, Љуба Ћирић, Љуба Јоксимовић, Лука Лазаревић, Ранко Петровић, др Станојло Вукчевић и Витомир Младеновић                                            |
| 1890.       | Редовни сазив         | 28. децембра 1891 – 31. март 1892  | Београд | Димитрије Катић; од 13. фебруара 1892: Павле Вуковић | Павле Вуковић и Милија Миловановић; од 13. фебруара 1892: Јоца Ж. Јовановић и др Лаза Илић | Љуба Јоксимовић, Љуба Ћирић, Доброслав Ружић, Ранко Петровић, Витомир Младеновић, др Станојло Вукчевић и Алекса Ратарац                                            |
| 1893. (феб) | Народна               | 29. март – 1. април 1893           | Београд | Живан Живановић                                      | Пера М. Николић и Илија Стојановић                                                         | Светолик Поповић, Михаило Богатинчевић, др Јосиф Видаковић, Богдан Златић, Драг. Петровић, Јосиф Бојиновић и Јова Несторовић                                       |
| 1893. (мај) | Ванредни сазив        | 1. јун – 9. август 1893            | Београд | Никола Пашић                                         | Димитрије Катић и Павле Вуковић                                                            | Лука Лазаревић, Ранко Петровић, Алекса Ратарац, Никола Николић, др Станојло Вукчевић, Љуба Јоксимовић и Милош Марковић                                             |
| 1893. (мај) | Редовни сазив         | 1. новембар 1893 – 12. јануар 1894 | Београд | Никола Пашић                                         | Димитрије Катић и Павле Вуковић                                                            | Никола Николић, др Станојло Вукчевић, Милош Марковић, Алекса Ратарац, Ђока Стојковић, Сотир Аранђеловић и Ранко Петровић                                           |

### Српска народна скупштина у време враћеног Устава из 1869. године (1894–1901)[8]
| Изб- -ори | Скупштине      | Период                               | Место   | Председник           | Потпредседници       | Секретари                                                                                                 |
| --------- | -------------- | ------------------------------------ | ------- | -------------------- | -------------------- | --- |
| 1895.     | Редовни сазив  | 10 – 26. април 1895                  | Ниш     | Светомир Николајевић | Михаило Павловић     | Љуба Молеровић, Марјан Павловић, Коста Ивковић, Јеврем Илић, Коста Јездић и Светозар Шурдиловић           |
| 1895.     | Ванредни сазив | 24. јун – 10. јул 1895               | Београд | Милутин Гарашанин    | Драгомир Рајовић     | Божидар Мутавџић, Јеврем Илић, Владимир Павловић и Милорад Тадић                                          |
| 1895.     | Редовни сазив  | 12. новембар 1895 – 8. фебруар 1896  | Београд | Милутин Гарашанин    | Драгомир Рајовић     | Љуба Молеровић, Јеврем Илић, Божидар Мутавџић, Коста Ивковић, Милорад Тадић и Драгић Самуровић            |
| 1895.     | Редовни сазив  | 5. октобар – 19. децембар 1896       | Београд | Милутин Гарашанин    | Драгомир Рајовић     | Љуба Молеровић, Коста Ивковић, Димитрије Николајевић, Тодор Миловановић, Милорад Тадић и Драгић Самуровић |
| 1897.     | Ванредни сазив | 29. јун – 12. јул 1897               | Београд | Никола Пашић         | Димитрије Катић      | Лука Лазаревић, Ивко Ивковић, Милан Милетић, Љуба Јоксимовић, Михајло Душманић и Љуба Јовановић           |
| 1898.     | Редовни сазив  | 17. јун – 15. јул 1898               | Ниш     | Сима Несторовић      | Драгомир Рајовић     | Настас Антоновић, Јован Несторовић, Стеван М. Мостарчић, Гаја Швабић, Милорад Тадић и Милош Илић          |
| 1898.     | Ванредни сазив | 16. јул 1898 – 11. јануар 1899       | Ниш     | Сима Несторовић      | Драгомир Рајовић     | Настас Антоновић, Јован Несторовић, Стеван М. Мостарчић, Гаја Швабић, Милорад Тадић и Милош Илић          |
| 1898.     | Редовни сазив  | 20. септембар 1899 – 29. јануар 1900 | Ниш     | Сима Несторовић      | Драгомир Рајовић     | Настас Антоновић, Милорад Тадић, Јован Несторовић, Гаја Швабић, Стеван М. Мостарчић и Душан Н. Спасић     |
| 1898.     | Редовни сазив  | 29 – 31. децембар 1900               | Ниш     | Сима Несторовић      | Драгутин Стаменковић | Миленко Марковић, Гаја Швабић, Стеван М. Мостарчић, Стеван Веселиновић и Милош Илић                       |
| 1898.     | Ванредни сазив | 1 – 29. јануар 1901                  | Ниш     | Сима Несторовић      | Драгутин Стаменковић | Миленко Марковић, Гаја Швабић, Стеван М. Мостарчић, Милорад Тадић, Стеван Веселиновић и Милош Илић        |

### Октроисани устав и дводомно Народно представништво (1901–1903)[9]
| Изб- -ори         | Народно представништво                 | Горњи и доњи дом  | Период, (Место)                           | Председник           | Потпредседници                     | Секретари                                                                                              |
| ----------------- | -------------------------------------- | ----------------- | ----------------------------------------- | -------------------- | ---------------------------------- | --- |
| 1901. (мај и авг) | Народно представништво, редовни сазив  | Народна скупштина | 1. октобар 1901 – 11. мај 1902, (Београд) | Риста Поповић        | Аца Станојевић и Арон Нинчић       | Ђока Стојковић, Чеда Радовић, Михаило Душманић, Сретен Којић, Страхиња Поповић и Светомир Карамарковић |
| 1901. (мај и авг) | Народно представништво, редовни сазив  | Сенат             | 1. октобар 1901 – 11. мај 1902, (Београд) | Димитрије Маринковић | Љубомир Каљевић и Глигорије Гершић | Пера П. Ђорђевић, Доброслав Ружић, Јован М. Жујовић, др Станојло Вукчевић                              |
| 1901. (мај и авг) | Народно представништво, редовни сазив  | Народна скупштина | 11 – 25. јул 1902, (Београд)              | Риста Поповић        | Стојан Протић и Љуба Стојановић    | Ђока Стојковић, Чеда Радовић, Страхиња Петровић, Чеда Костић и Михаило Душманић                        |
| 1901. (мај и авг) | Народно представништво, редовни сазив  | Сенат             | 11 – 25. јул 1902, (Београд)              | Димитрије Маринковић | Љубомир Каљевић и Глигорије Гершић | Пера П. Ђорђевић, Доброслав Ружић, Јован М. Жујовић, др Станојло Вукчевић                              |
| 1901. (мај и авг) | Народно представништво, ванредни сазив | Народна скупштина | 2 – 17. јун 1903, (Београд)               | Аца Станојевић       | Стојан Рибарац и Љуба Стојановић   | Љубомир Давидовић, Иван Павићевић, Настас Петровић, Коста Стојановић и Светомир Карамарковић           |
| 1901. (мај и авг) | Народно представништво, ванредни сазив | Сенат             | 2 – 17. јун 1903, (Београд)               | Пера Велимировић     | Глигорије Гершић                   | Доброслав Ружић, др Станојло Вукчевић и Светозар К. Поповић                                            |

### Српска народна скупштина у време Устава од 1903. године (1903–1918)[10]
| Изб- -ори   | Скупштине                           | Период                               | Место                          | Председник | Потпредседници | Секретари |
| ----------- | ----------------------------------- | ------------------------------------ | ------------------------------ | --- | --- | --- |
| 1903. (сеп) | Народна скупштина, ванредни сазив   | 16 – 30. септембар 1903              | Београд                        | Аца Станојевић | Никола Николић и Љубомир Давидовић | Коста Тимотијевић, Милош Ћосић, Петар Стокић, Мијајило Радивојевић, Урош Ломовић, Милош Трифуновић и Мијајило Шкорић |
| 1903. (сеп) | Редовни сазив                       | 1. октобар 1903 – 25. март 1904      | Београд                        | Аца Станојевић | Љубомир Давидовић и Павле Ранковић | Коста Тимотијевић, Милош Ћосић, Петар Стокић, Мијајило Радивојевић, Урош Ломовић, Милош Трифуновић и Ђока Стојковић |
| 1903. (сеп) | Редовни сазив                       | 1. новембар 1904 – 3. март 1905      | Београд                        | Аца Станојевић | Никола Николић и Јаша Продановић | Милош Ћосић, Урош Ломовић, Милош Трифуновић, Коста Тимотијевић, Ђока Стојковић, Петар Стокић и Мијаило Радивојевић |
| 1903. (сеп) | Ванредни сазив                      | 8 – 17. мај 1905                     | Београд (скупштина распуштена) | Игњат Лукић (привремени председник) | Стално скупштинско председништво није конституисано. | Стално скупштинско председништво није конституисано. |
| 1905.       | Ванредни сазив                      | 25. јул – 5. август 1905             | Београд                        | Љубомир Давидовић | Сима Катић и Милован Лазаревић | Коста Тимотијевић, Мијајило Радивојевић, Влада Кушаковић, Сима Златичанин, Благоје Илић и Живојин Хаџић |
| 1905.       | Редовни сазив                       | 1. октобар 1905 – 19. април 1906     | Београд                        | Никола Николић | Сима Катић, Милован Лазаревић | Коста Тимотијевић, Мијајило Радивојевић, Влада Кушаковић, Сима Златичанин, Живојин Хаџић, др Ахило Михајловић и Благоје Илић |
| 1906.       | Ванредни сазив                      | 25. јун – 22. јул 1906               | Београд                        | Аца Станојевић | Милан Ђурић и Ђока Брачинац | Ђока Стојковић, Чеда Радовић, Велимир Вукићевић, Маринко Станојевић, Алекса Жујовић, др Драг. Вељковић и Петар Васић |
| 1906.       | Редовни сазив                       | 1. октобар 1906 – 7. јул 1907        | Београд                        | Михаило А. Поповић; од 22. марта 1907: др Миленко Р. Веснић | Љубомир Јовановић и Милош Ћосић | Настас Петровић, Чеда Радовић, Велимир Вукићевић, Петар Васић, Маринко Станојевић, Тома Ђурђевић и др Драг. Вељковић |
| 1906.       | Редовни сазив                       | 1. октобар 1907 – 31. март 1908      | Београд                        | Љубомир Јовановић | Милош Ћосић и Ђока Стојковић | Богдан Јанковић, Милош Трифуновић, Никола Узуновић, Андра Цветковић, Чеда Радовић, Мијаило Јовановић и Милан Стевановић |
| 1908.       | Ванредни сазив                      | 5. јун – 7. август 1908              | Београд                        | др Станојло Вукчевић | Милош Ћосић и Ђока Стојковић | Милош Трифуновић, Радивоје Томић, Илија Милић, Мијаило Јовановић, Урош Ломовић, Радомир Филиповић и Андра Цветковић |
| 1908.       | Ванредни сазив                      | 27 – 30. септембар 1908              | Београд                        | Љубомир Јовановић | Љубомир Давидовић и Ђока Стојковић | Јаша Продановић, Милош Трифуновић, Димитрије Војновић, Живојин Хаџић, Андра Цветковић, Радомир Филиповић и Мијаило Јовановић |
| 1908.       | Редовни сазив                       | 1. октобар 1908 – 20. април 1909     | Београд                        | Љубомир Јовановић | Љубомир Давидовић и Ђока Стојковић | Јаша Продановић, Милош Трифуновић, Димитрије Војновић, Живојин Хаџић, Андра Цветковић, Радомир Филиповић и Мијаило Јовановић |
| 1908.       | Редовни сазив                       | 1. октобар 1909 – 12. јун 1910       | Београд                        | Андра Николић | Јован Жујовић, затим Љубомир Давидовић; Боривоје Поповић, затим Јаков Чорбић | Андра Цветковић, Милош Трифуновић, Радомир Филиповић, др Воја Маринковић, Радослав Агатоновић и Димитрије Војиновић |
| 1908.       | Редовни сазив                       | 1. октобар 1910 – 19. мај 1911       | Београд                        | Андра Николић | Љубомир Давидовић, затим Јован Жујовић и Јаков Чорбић | Андра Цветковић, Милош Трифуновић, Радомир Филиповић, Благоје Илић, Светозар Богдановић, Петар Васић и Милун Лукић |
| 1908.       | Редовни сазив                       | 1. октобар 1911 – 1. фебруар 1912    | Београд                        | Андра Николић | Коста Стојановић и Јаков Чорбић | Радомир Филиповић, Урош Ломовић, Андра Цветковић, Илија Илић, Мијаило Јовановић, Стеван Јанковић и Илија Михајловић |
| 1912.       | Ванредни сазив                      | 19. априла – 30. јун 1912            | Београд                        | Андра Николић | Коста Стојановић и Јаков Чорбић | Милош Трифуновић, Андра Цветковић, др Велизар Јанковић, Петар Вуксановић, Илија Михајловић, Мијаило Јовановић и Радивоје Томић |
| 1912.       | Ванредни сазив                      | 20 – 30. септембар 1912              | Београд                        | Андра Николић | Ђока Стојковић и Јаков Чорбић | Велимир Вукићевић, Андра Цветковић, Илија Михајловић, др Велизар Јанковић, Мијаило Јовановић, Петар Вуксановић и Радивоје Томић |
| 1912.       | Редовни сазив                       | 1. октобар 1912 – 30. септембар 1913 | Београд                        | Андра Николић | Милован Лазаревић и Љубомир Молеровић; затим Ђока Стојковић и Ђока Брачинац, потом др Станојло Вукчевић | Велимир Вукићевић, Андра Цветковић, др Велизар Јанковић, Радивоје Томић, Благоје Илић, Милан Пантелић и Милоје Ж. Јовановић |
| 1912.       | Редовни сазив                       | 1. октобар 1913 – 19. јун 1914       | Београд                        | Андра Николић | др Станојло Вукчевић и Ђока Брачинац | Велимир Вукићевић, Пера Јовановић, Маринко Станојевић, Рајко Гавриловић, Радивоје Томић, Андра Протић и Ранко Обрадовић |
| 1912.       | Ванредни сазив                      | 14. јул 1914 – октобар 1915          | Ниш                            | Андра Николић | др Станојло Вукчевић и Ђока Брачинац | Велимир Вукићевић, Пера Јовановић, Маринко Станојевић, Рајко Гавриловић, Ранко Обрадовић, Андра Протић и Никола Митић |
| 1912.       | Ванредни сазив                      | октобар – децембар 1915.             | Народна скупштина у одступању  | „Већина народних посланика налазила се у групи и кретала се углавном оним правцем којим су ишли и чланови краљевске владе... И у томе положају Народна скупштина је покушала да општу ситуацију колико је год могуће олакша. 16 децембра 1915 у Скадру је одржана једна конференција народних посланика на којој су учествовала 62 посланика из свих странака.“ извор: Чедомир Митриновић и Милош Н. Брашић - Југословенске народне скупштине и сабори, издање Народне скупштине Краљевине Југославије, Београд 1937. стр. 176 | „Већина народних посланика налазила се у групи и кретала се углавном оним правцем којим су ишли и чланови краљевске владе... И у томе положају Народна скупштина је покушала да општу ситуацију колико је год могуће олакша. 16 децембра 1915 у Скадру је одржана једна конференција народних посланика на којој су учествовала 62 посланика из свих странака.“ извор: Чедомир Митриновић и Милош Н. Брашић - Југословенске народне скупштине и сабори, издање Народне скупштине Краљевине Југославије, Београд 1937. стр. 176 | „Већина народних посланика налазила се у групи и кретала се углавном оним правцем којим су ишли и чланови краљевске владе... И у томе положају Народна скупштина је покушала да општу ситуацију колико је год могуће олакша. 16 децембра 1915 у Скадру је одржана једна конференција народних посланика на којој су учествовала 62 посланика из свих странака.“ извор: Чедомир Митриновић и Милош Н. Брашић - Југословенске народне скупштине и сабори, издање Народне скупштине Краљевине Југославије, Београд 1937. стр. 176 |
| 1912.       | Ванредни сазив                      | 28. август – 9. октобар 1916.        | Народна скупштина на Крфу      | Андра Николић | Милован Лазаревић и Ђока Брачинац | Велимир Вукићевић, Пера Јовановић, Маринко Станојевић, Рајко Гавриловић, Ранко Обрадовић, Андра Протић, Никола Митић и Павле Булић |
| 1912.       | Ванредни сазив                      | 12. фебруар – 14. април 1918.        | Народна скупштина на Крфу      | Ђока Брачинац | Љубомир Р. Јовановић (Лаповац) и Урош Ломовић | Велимир Вукићевић, Пера Јовановић, Маринко Станојевић, Рајко Гавриловић, Ранко Обрадовић, Павле Булић, Андра Протић и Никола Митић |
| 1912.       | Последње заседање Народне скупштине | 14 – 21. децембра 1918               | Београд                        | Ђока Брачинац | Љубомир Р. Јовановић | Пера Јовановић и Маринко Станојевић |

## Историјат 1944–1990

### Скупштине произашле из времена Другог светског рата (1944–1946)[11]
| Привремене скупштине                                        | Период                 | Место   | Председник | Потпредседници                                      | Секретари                              |
| ----------------------------------------------------------- | ---------------------- | ------- | --- | --------------------------------------------------- | -------------------------------------- |
| Велика антифашистичка народноослободилачка скупштина Србије | 9 – 12. новембар 1944. | Београд | Председништво: др Благоје Нешковић, Петар Стамболић, Михаило Ђуровић, Душан Петровић, Милка Минић, др Синиша Станковић, Милан Бошковић, Радован Грујић, Станимир Јосиповић и Радован Бајић |                                                     |                                        |
| Антифашистичка скупштина народног ослобођења Србије         | 7 – 9. април 1945.     | Београд | др Синиша Станковић | Александар Ранковић, Станоје Симић и Радован Грујић | Петар Стамболић и др Милорад Влајковић |
| Народна скупштина Србије                                    | 26 – 27. јул 1946.     | Београд | др Синиша Станковић | Александар Ранковић, Станоје Симић и Радован Грујић | Петар Стамболић и др Милорад Влајковић |

### Уставотворна скупштина НР Србије и Народна скупштина НР Србије (1947–1963)[12]
| Изб- -ори | Уставотворна скупштина                                    | Период                               | Председник                               | Потпредседници                                                   | Секретари                                                         |
| --------- | --------------------------------------------------------- | ------------------------------------ | ---------------------------------------- | ---------------------------------------------------------------- | ----------------------------------------------------------------- |
| 1946.     | Уставотворна скупштина Србије                             | 20. новембар 1946 – 17. јануар 1947. | Аћим Груловић                            | Душан Петровић                                                   | Велибор Љујић                                                     |
| 1946.     | Народне скупштине                                         | Период                               | Председник                               | Потпредседници                                                   | Секретари                                                         |
| 1946.     | Народна скупштина Народне Републике Србије, први сазив    | 17. јануар 1947- 8. април 1951.      | Аћим Груловић, затим Иса Јовановић       | Душан Петровић, затим Павле Јовићевић потом Косан Павловић       | Велибор Љујић, затим Љубинка Милосављевић потом Милован Батановић |
| 1951.     | Народна скупштина Народне Републике Србије, други сазив   | 8. април 1951 - 11. септембар 1953.  | Иса Јовановић                            | Нинко Петровић и Павле Јовићевић                                 | Живан Димитријевић и Бошко Крстић                                 |
| 1953.     | Народна скупштина Народне Републике Србије, трећи сазив   | 14. децембар 1953 – 7. јануар 1958.  | Петар Стамболић, затим Јован Веселинов   | Душан Петровић                                                   | Селмо Хашимбеговић                                                |
| 1953.     | Републичко веће                                           | 14. децембар 1953 – 7. јануар 1958.  | Никола Груловић                          | Фадиљ Хоџа                                                       | Раденко Броћић, Зора Крџалић и Илија Ђукић                        |
| 1953.     | Веће произвођача                                          | 14. децембар 1953 – 7. јануар 1958.  | Владимир Вујовић, затим Недељко Караичић | Недељко Караичић, затим Борислав Новаковић потом Моца Сумбуловић | Мирко Челар, Ђорђе Матић и Решад Ибрахим                          |
| 1957.     | Народна скупштина Народне Републике Србије, четврти сазив | 12. април 1958 – 9. април 1963.      | Јован Веселинов                          | Воја Лековић                                                     | Миливоје Радовановић                                              |
| 1957.     | Републичко веће                                           | 12. април 1958 – 9. април 1963.      | др Душан Братић                          | Николија Петровић                                                | Драгољуб Кирћански, Танкосава Симић и Милован Радојевић           |
| 1957.     | Веће произвођача                                          | 12. април 1958 – 9. април 1963.      | Душан Пуђа                               | Бранислава Тешић                                                 | Момчило Пајевић, Станоје Марковић и Радомир Вучковић              |

### Скупштина Социјалистичке Републике Србије (1963–1974)[13]
| Изб- -ори               | Скупштине                                 | Период                         | Председник                                                        | Потпредседници                                           | Секретари                            |
| ----------------------- | ----------------------------------------- | ------------------------------ | ----------------------------------------------------------------- | -------------------------------------------------------- | ------------------------------------ |
| 1963. 1965. 1967. 1969. | Скупштина Социјалистичке Републике Србије | 25. јун 1963 – 20. април 1967. | Душан Петровић                                                    | Добривоје Радосављевић и Џавид Нимани                    | Миливоје Ковачевић                   |
| 1963. 1965. 1967. 1969. | Републичко веће                           | 25. јун 1963 – 20. април 1967. | Добривоје Радосављевић, затим Богољуб Стојановић                  | Марија Јагодић, затим Милан Бачкалић потом Десанка Ромић | Радиша Богдановић                    |
| 1963. 1965. 1967. 1969. | Привредно веће                            | 25. јун 1963 – 20. април 1967. | Душан Пуђа, затим Душан Богданов                                  | Имре Теке, затим Љубица Аржишник                         | Душан Прица, затим Драгиша Миљковић  |
| 1963. 1965. 1967. 1969. | Просветно-културно веће                   | 25. јун 1963 – 20. април 1967. | Светислав Ђурић                                                   | Садета Буљубашић, потом Лепосава Радовић                 | Радојко Крунић                       |
| 1963. 1965. 1967. 1969. | Социјално-здравствено веће                | 25. јун 1963 – 20. април 1967. | Перка Виторовић, затим Света Поповић                              | др Милан Паланачки                                       | Божидар Воркапић                     |
| 1963. 1965. 1967. 1969. | Организационо-политичко веће              | 25. јун 1963 – 20. април 1967. | Светолик Лазаревић, затим Велибор Љујић потом Момчило Миловановић | Милисав Ђурић                                            | Миодраг Зечевић                      |
| 1963. 1965. 1967. 1969. | Скупштина Социјалистичке Републике Србије | 6. мај 1967 – 25. април 1969.  | Милош Минић                                                       | Риста Антуновић, Стјепан Кртањек и Синан Хасани          | Милан Михајловић и Недељко Радаковић |
| 1963. 1965. 1967. 1969. | Републичко веће                           | 6. мај 1967 – 25. април 1969.  | Драгослав Марковић                                                | Живорад Мишић                                            | Радиша Богдановић                    |
| 1963. 1965. 1967. 1969. | Привредно веће                            | 6. мај 1967 – 25. април 1969.  | Танкосава Симић                                                   | Војислав Вајда                                           | Драгиша Миљковић                     |
| 1963. 1965. 1967. 1969. | Просветно-културно веће                   | 6. мај 1967 – 25. април 1969.  | др Зоран Пјанић                                                   | Лепосава Радовић                                         | Радојко Крунић                       |
| 1963. 1965. 1967. 1969. | Социјално-здравствено веће                | 6. мај 1967 – 25. април 1969.  | Света Поповић                                                     | др Манојло Будисављевић                                  | Божидар Воркапић                     |
| 1963. 1965. 1967. 1969. | Организационо-политичко веће              | 6. мај 1967 – 25. април 1969.  | Момчило Миловановић                                               | Вучко Ивковић                                            | Миодраг Зечевић                      |
| 1963. 1965. 1967. 1969. | Скупштина Социјалистичке Републике Србије | 6. мај 1969 – 19. април 1974.  | Драгослав-Дража Марковић                                          | Радован Пантовић, Синан Хасани и Шандор Добо             | Милан Михајловић и Недељко Радаковић |
| 1963. 1965. 1967. 1969. | Републичко веће                           | 6. мај 1969 – 19. април 1974.  | Мирко Поповић                                                     | Александар Трајковић                                     | Радиша Богдановић                    |
| 1963. 1965. 1967. 1969. | Привредно веће                            | 6. мај 1969 – 19. април 1974.  | Бранко Мирковић                                                   | Радмило Маринковић                                       | Перо Ковачевић                       |
| 1963. 1965. 1967. 1969. | Просветно-културно веће                   | 6. мај 1969 – 19. април 1974.  | др Драгутин Тешић                                                 | Милица Мијановић                                         | Радојко Крунић                       |
| 1963. 1965. 1967. 1969. | Социјално-здравствено веће                | 6. мај 1969 – 19. април 1974.  | Танкосава Симић                                                   | др Александар Николић                                    | Божидар Воркапић                     |
| 1963. 1965. 1967. 1969. | Организационо-политичко веће              | 6. мај 1969 – 19. април 1974.  | Бошко Крунић                                                      | Никола Павић                                             | Светомир Петковић                    |

### Делегатска скупштина (1974–1990)[14]
| Изб- -ори                     | Скупштине                                                              | Период                                | Председник                                                                            | Потпредседници | Секретари                                               |
| ----------------------------- | ---------------------------------------------------------------------- | ------------------------------------- | ------------------------------------------------------------------------------------- | --- | ------------------------------------------------------- |
| 1974. 1978. 1982. 1986. 1989. | Скупштина Социјалистичке Републике Србије                              | 6. мај 1974 – 20. април 1978.         | Живан Васиљевић                                                                       | др Слободан Глигоријевић, Исо Његован и Рефки Даути | ген. секретар: Никола Павић                             |
| 1974. 1978. 1982. 1986. 1989. | Веће удруженог рада                                                    | 6. мај 1974 – 20. април 1978.         | Никола Пауновић                                                                       | Богољуб Миловановић | Перо Ковачевић                                          |
| 1974. 1978. 1982. 1986. 1989. | Веће општина                                                           | 6. мај 1974 – 20. април 1978.         | Миленко Мојсиловић                                                                    | Драгомир Миленковић | Велимир Доганџић                                        |
| 1974. 1978. 1982. 1986. 1989. | Друштвено-политичко веће                                               | 6. мај 1974 – 20. април 1978.         | Ристо Јовановић                                                                       | Бранко Јовановић | Радиша Богдановић                                       |
| 1974. 1978. 1982. 1986. 1989. | Скупштина Социјалистичке Републике Србије                              | 5. мај 1978 – 28. април 1982.         | Душан Чкребић                                                                         | Аљуш Гаши, Исо Његован, Славољуб Рашковић, Милош Милосављевић и Петар Јовановић                                                                                    | ген. секретар: Игор Китаровић                           |
| 1974. 1978. 1982. 1986. 1989. | Веће удруженог рада                                                    | 5. мај 1978 – 28. април 1982.         | Бранислав Пенезић                                                                     | Никола Стојановић | Перо Ковачевић                                          |
| 1974. 1978. 1982. 1986. 1989. | Веће општина                                                           | 5. мај 1978 – 28. април 1982.         | Миодраг Богдановић                                                                    | Олга Николић | Велимир Доганџић                                        |
| 1974. 1978. 1982. 1986. 1989. | Друштвено-политичко веће                                               | 5. мај 1978 – 28. април 1982.         | Милутин Милошевић                                                                     | Милан Којичин | Радиша Богдановић                                       |
| 1974. 1978. 1982. 1986. 1989. | Скупштина Социјалистичке Републике Србије                              | 5. мај 1982 – 24. април 1986.         | Бранко Пешић, затим др Слободан Глигоријевић                                          | Петар Костић, Милан Драговић, Златија Ђукић-Вељовић, Имре Балинт; од 5. маја 1984: Светозар Грбић, др Борисав Јовић, Милутин Милошевић и Златица Настић            | ген. секретар: Милан Радоњић                            |
| 1974. 1978. 1982. 1986. 1989. | Веће удруженог рада                                                    | 5. мај 1982 – 24. април 1986.         | Драгослав Николић, затим Ђорђе Јанковић                                               | Шаип Сука, затим Драгиша Петровић | Миливоје Станисављевић, затим Милорад Мацић             |
| 1974. 1978. 1982. 1986. 1989. | Веће општина                                                           | 5. мај 1982 – 24. април 1986.         | Петар Јовановић                                                                       | Новак Родић | мр Живорад Рајшић                                       |
| 1974. 1978. 1982. 1986. 1989. | Друштвено-политичко веће                                               | 5. мај 1982 – 24. април 1986.         | Милутин Милошевић, затим Родољуб Станић потом Милан Драговић                          | Винка Томић, затим Јово Мишковић | Властимир Михајловић                                    |
| 1974. 1978. 1982. 1986. 1989. | Скупштина Социјалистичке Републике Србије                              | 6. мај 1986 – 14. септембар 1989.     | Бранислав Иконић; од 6. маја 1988: др Борисав Јовић; од 6. маја 1989: Зоран Соколовић | Миодраг Богдановић, Олга Николић, Милош Синђић, Милан Шешлија и Јан Ширка; од 6. маја 1988: Крста Аврамовић, Велимир Вукмановић, др Томислав Бандин и Ферат Ахмети | ген. секретар: Предраг Тодоровић, затим Владета Поповић |
| 1974. 1978. 1982. 1986. 1989. | Веће удруженог рада                                                    | 6. мај 1986 – 14. септембар 1989.     | Јован Николић                                                                         | Розмир Милојевић | Милорад Мацић                                           |
| 1974. 1978. 1982. 1986. 1989. | Веће општина                                                           | 6. мај 1986 – 14. септембар 1989.     | Драган Николић                                                                        | Мирослава Маринковић | Добривоје Поповић                                       |
| 1974. 1978. 1982. 1986. 1989. | Друштвено-политичко веће                                               | 6. мај 1986 – 14. септембар 1989.     | Живојин Жика Радојловић                                                               | Африм Дева | Властимир Михајловић                                    |
| 1974. 1978. 1982. 1986. 1989. | Скупштина Социјалистичке Републике Србије и Скупштине Републике Србије | 5. децембар 1989 – 31. децембар 1990. | Зоран Соколовић                                                                       | Вукашин Јокановић, др Слободан Јањић и Ђорђе Шћепанчевић | ген. секретар: Владета Поповић                          |
| 1974. 1978. 1982. 1986. 1989. | Веће удруженог рада                                                    | 5. децембар 1989 – 31. децембар 1990. | Милош Лабан                                                                           | Душан Косјер | Милорад Мацић                                           |
| 1974. 1978. 1982. 1986. 1989. | Веће општина                                                           | 5. децембар 1989 – 31. децембар 1990. | др Милорад Бабовић                                                                    | Бехадин Ахмети | Добривоје Поповић                                       |
| 1974. 1978. 1982. 1986. 1989. | Друштвено-политичко веће                                               | 5. децембар 1989 – 31. децембар 1990. | Жика Радојловић                                                                       | др Радивоје Маринковић | Властимир Михајловић                                    |

## Народна скупштина Републике Србије (1991–2020)[15]
| Изб- -ори | Народне скупштине                             | Период                                     | Председник                                                                                             | Потпредседници | Секретар                                                                                                  | Заменици секретара |
| --------- | --------------------------------------------- | ------------------------------------------ | --- | --- | --- | --- |
| 1990.     | Народна скупштина Републике Србије I сазив    | 11. јануар 1991. – 25. јануар 1993.        | од 11. јануара 1991. до 5. јуна 1991. Проф. др Слободан Унковић; од 5. јуна 1991. Александар Бакочевић | од 16. јануара 1991: Вукашин Јокановић, Радован Панков, др Павић Обрадовић и др Боривоје Петровић | од 16. јануара 1991. Владета Поповић                                                                      | од 21. јула 1992. Слободан Младеновић |
| 1992.     | Народна скупштина Републике Србије II сазив   | 25. јануар 1993. – 20. октобар 1993.       | од 25. јануара 1993. до 29. јуна 1993. мр Зоран Лилић; од 29. јуна 1993. др Зоран Аранђеловић          | од 28. јануара 1993: мр Мирољуб Младеновић, Љубиша Петковић, Драган Тодоровић и до 29. јуна 1993. мр Зоран Ћетковић; од 29. јуна 1993. Бранка Јешић | од 28. јануара 1993. др Љиљана Петковић                                                                   | од 21. јула 1992. Слободан Младеновић; од 28. јануара 1993. Зоран Милитаров |
| 1993.     | Народна скупштина Републике Србије III сазив  | 24. јануар 1994. – 3. децембар 1997.       | од 1. фебруара 1994. Драган Томић                                                                      | од 11. фебруара 1994: Војислав Андрић, др Ђорђе Башић, Војислав Михаиловић; од 1. новембра 1995. мр Мирослав Здравковић | од 11. фебруара 1994. др Љиљана Петковић                                                                  | од 21. јула 1992. Слободан Младеновић; од 28. јануара 1993. до 19. јула 1994. Зоран Милитаров |
| 1997.     | Народна скупштина Републике Србије IV сазив   | 3. децембар 1997. – 22. јануар 2001.       | од 3. децембра 1997. Драган Томић                                                                      | од 3. децембра 1997: Војислав Михаиловић, проф. др Владимир Штамбук и до 22. маја 1998. Драган Тодоровић; од 29. децембра 1997. до 13. септембра 1999. Иштван Ишпанович од 26. маја 1998. Драгољуб Стаменковић од 11. априла 2000. Миладин Зарков                                                                                | од 3. децембра 1997. до 15. јула 1999. Предраг Трајковић од 15. јула 1999. Снежана Ђукић                  | од 29. децембра 1997. до 14. јула 1999. Небојша Родић; од 15. јула 1999. Марица Савић |
| 2000.     | Народна скупштина Републике Србије V сазив    | 22. јануар 2001. – 27. јануар 2004.        | од 22. јануара 2001. до 6. децембра 2001. Драган Маршићанин од 6. децембра 2001. Наташа Мићић          | од 22. јануара 2001: Гордана Чомић, Љубиша Маравић, до 6. децембра 2001. Наташа Мићић и до 19. јуна 2002. Родољуб Шабић | од 22. јануара 2001. до 12. јуна 2001. Георгије Марић од 4. јула 2002. Анђелка Димитријевић               | од 9. априла 2001. Периша Јовановић |
| 2003.     | Народна скупштина Републике Србије VI сазив   | 27. јануар 2004. – 14. фебруар 2007.       | од 4. фебруара 2004. до 3. марта 2004. Драган Маршићанин од 4. марта 2004. Предраг Марковић            | од 4. фебруара 2004: Зоран Р. Анђелковић, Стефан Занков, Војислав Михаиловић, Гордана Поп Лазић и до 4. марта 2004. Предраг Марковић; од 4. марта 2004. до 17. новембра 2004. Емилија Крстић од 4. марта 2004. до 29. новембра 2004. Душан Петровић од 14. децембра 2004. Милан Марковић од 22. децембра 2005. Радојко Обрадовић | од 6. фебруара 2004. Марко Даниловић                                                                      | од 25. фебруара 2004. Периша Јовановић |
| 2007.     | Народна скупштина Републике Србије VII сазив  | 14. фебруар 2007. – 11. јун 2008.          | од 8. маја 2007. до 13. маја 2007. Томислав Николић од 23. маја 2007. Оливер Дулић                     | од 9. маја 2007: Наташа Јовановић, Милутин Мркоњић и Радојко Обрадовић; од 23. маја 2007: Милољуб Албијанић, Божидар Делић и Есад Џуџевић | од 9. маја 2007. до 23. маја 2007. Марко Даниловић од 29. маја 2007. Тамара Стојчевић                     | до 29. маја 2007. Периша Јовановић од 29. маја 2007. Марко Даниловић и Милош Тодоровић |
| 2008.     | Народна скупштина Републике Србије VIII сазив | 11. јун 2008. – 31. мај 2012.              | од 25. јуна 2008. Проф. др. Славица Ђукић Дејановић                                                    | од 26. јуна 2008: Наташа Јовановић, Божидар Делић, Никола Новаковић, Радојко Обрадовић, Јудита Поповић и Гордана Чомић | од 27. јуна 2008. Вељко Одаловић, (напомена - од 27. фебруара 2010. промењено звање у генерални секретар) | од 7. октобра 2008. до 26. марта 2010. Бојан Пудар од 28. јула 2010. Младен Младеновић (напомена - од 27. фебруара 2010. промењено звање у заменик генералног секретара) |
| Изб- -ори | Народне скупштине                             | Период                                     | Председник                                                                                             | Потпредседници | Генерални секретар                                                                                        | Заменици генералног секретара |
| 2012.     | Народна скупштина Републике Србије IX сазив   | 31. мај 2012. – 16. април 2014.            | од 23. јула 2012. др Небојша Стефановић                                                                | од 23. јула 2012. Константин Арсеновић, Весна Ковач, др Жарко Кораћ, др Ненад Поповић и Гордана Чомић | од 23. јула 2012. Јана Љубичић                                                                            | од 25. јула 2012. Младен Младеновић и Радослав Вујовић |
| 2014.     | Народна скупштина Републике Србије X сазив    | 16. април 2014. – 3. јун 2016.             | од 23. априла 2014. Маја Гојковић                                                                      | од 23. априла 2014. Верољуб Арсић, мр Игор Бечић, Константин Арсеновић, Гордана Чомић, Нинослав Стојадиновић и проф. др Владимир Маринковић | од 23. априла 2014. до 24. септембра 2015. Јана Љубичић                                                   | до 29. априла 2014. Радослав Вујовић до 23. маја 2014. Младен Младеновић од 23. маја до 1. септембра 2014. Гордана Стаменић од 23. маја 2014. Срђан Смиљанић заменик (од 25. септембра до 16. октобра 2015. вршио дужност генералног секретара на основу члана 36. став 2. Пословника Народне скупштине) од 23. октобра 2014. Бранко Маринковић (од 16. октобра 2015. врши дужност генералног секретара на основу члана 36. став 2. Пословника Народне скупштине) |
| 2016.     | Народна скупштина Републике Србије XI сазив   | од 3. јуна 2016. до 3. август 2020. године | од 6. јуна 2016. Маја Гојковић                                                                         | од 6. јуна 2016. Верољуб Арсић (СНС), Владимир Маринковић (СДПС), Константин Арсеновић (ПУПС) (до 30. јануара 2017. године), Ђорђе Милићевић (СПС), Вјерица Радета (СРС) и Гордана Чомић (ДС) | од 6. јуна 2016. до 9. марта 2018. Светислава Булајић, од 14. марта 2019. Срђан Смиљанић                  | од 6. јуна 2016. до 14. марта 2019. Срђан Смиљанић, од 6. јуна 2016. Бранко Маринковић |
| 2020.     | Народна скупштина Републике Србије XII сазив  | од 3. августа 2020.                        | | | | |